# Municipio de Jalpa de Méndez
El municipio de Jalpa de Méndez es un municipio del estado mexicano de Tabasco, localizado en la región del río Grijalva y en la subregión del Centro. Su cabecera municipal es la ciudad de Jalpa de Méndez y cuenta con una división constituida, además, por 22 ejidos, 35 rancherías, 6 poblados, 1 fraccionamiento, 4 colonias urbanas, 1 colonia rural, 6 congregaciones y 1 villa.
Su extensión es de 369,6 km², los cuales corresponden al 1,5 % del total del estado; esto coloca al municipio en el decimocuarto lugar en extensión territorial. Colinda al norte con los municipios de Paraíso y Centla, al sur con los municipios de Cunduacán y Nacajuca, al este con el municipio de Nacajuca y al oeste con los municipios de Comalcalco, Cunduacán y Paraíso. 

## Toponimia
El nombre de esta población proviene del vocablo náhuatl Xal-pan o Shal-pan. De Shali, arena; y pan, terminación toponímica; lo que, conjuntamente se traduce como: "sobre la arena". Más tarde se le agregó el apellido Méndez en honor al Coronel Gregorio Méndez Magaña, el máximo héroe tabasqueño nombrado "Benemérito de Tabasco", al derrotar a las fuerzas invasoras francesas. 

## Historia
Se sabe que entre 1524 y 1525 el conquistador Hernán Cortés pasó por una parte de este territorio, en su expedición rumbo a las Hibueras (Honduras).
Hacia 1550 varias familias de españoles vivían en la villa de Xalpa, que llegó a ser una de las poblaciones más importantes del Tabasco colonial, junto con Santa María de la Victoria, San Juan Bautista y Tacotalpa, de hecho, fue nombrada capital de la Chontalpa.
En 1665 doce pueblos se encontraban asentados en lo que hoy es este municipio.
El 27 de octubre de 1827 por decreto del entonces Gobernador del estado Marcelino Margalli, se funda la ciudad de Comalcalco en territorio de Jalpa.
El 14 de noviembre de 1834 se crea el Ayuntamiento de Comalcalco, segregándole a Jalpa el territorio que hoy son los municipios de Comalcalco y Paraíso.
El 17 de noviembre de 1852 la villa de Jalpa es designada cabecera del municipio homónimo.
A partir del 28 de octubre de 1882, por decreto del congreso local, a todo el municipio se le denomina Jalpa de Méndez.
Desde el 21 de diciembre de 1883 según la Ley Orgánica de la División Territorial del Estado, Jalpa es uno de los 17 municipios de la entidad.
El 31 de marzo de 1887, por decreto del congreso local, a la población de Jalpa se le denominó Jalpa de Méndez en honor al "Benemérito de Tabasco" y nombrado "hijo predilecto de Jalpa", el coronel Gregorio Méndez Magaña, héroe tabasqueño que luchó contra la intervención francesa en Tabasco en los años de 1863 a 1866, expulsando a los invasores de Tabasco, Palizada y de la Isla del Carmen.
La villa de Jalpa de Méndez fue elevada a la categoría de ciudad el 26 de mayo de 1955.

## Población
El municipio cuenta con una población indígena de 101 habitantes, de ellos, 10 hablan lengua chontal de Tabasco, 15 maya, 43 zapoteca y el resto lo componen otros grupos étnicos como mixteca, chinanteca, popoluca, mazateco, náhuatl, chol, tlapaneco, tseltal y otros que en conjunto suman la cantidad de 33.
De acuerdo a los resultados del Censo General de Población y Vivienda 2010 del INEGI, el municipio cuenta con 83,356 habitantes: 34,906 hombres (49.32%), y 35,858 mujeres (50.67%), lo que representa el 3.74% de la población total del estado, registrando el municipio una densidad de población de 122 habitantes por km².
De 191 defunciones de personas mayores de edad que se presentaron, 115 fueron hombres y 76 mujeres. Entre los menores de un 1 año hubo 11 defunciones: 6 niños y 5 niñas.
Se realizaron 484 matrimonios y 49 divorcios; de los 57,131 nacimientos que hubo ese año en el estado, el 3.21% le correspondió a Paraíso.

## Geografía

### Orografía
La mayor parte de la superficie de este municipio es plana, con escasos lomeríos. Esta condición propicia el exceso de humedad.
La altitud de la cabecera municipal es de 10 metros sobre el nivel del mar.

### Hidrografía

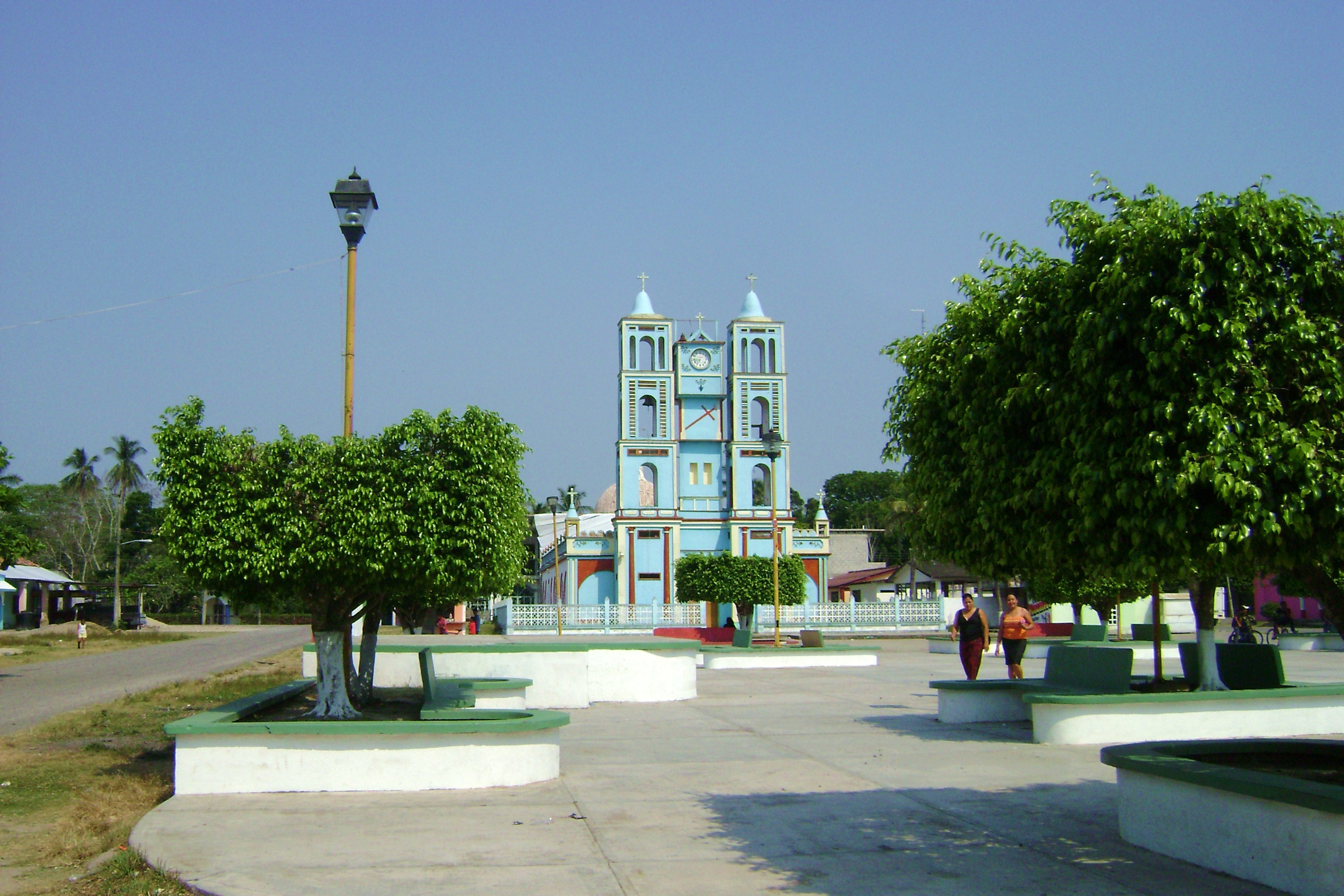
Templo de San Mateo. En el poblado de Mecoacán, Jalpa de Méndez.

El municipio recibe las aguas del río Nacajuca, que sirve de límite natural con el municipio de Cunduacán, y del río El Naranjo, limítrofe con el municipio de Nacajuca. En el Noroeste el río Cucuxchapa es límite con el municipio de Paraíso y el río Chiquistero sirve de límite con el municipio de Centla.
Las lagunas más importantes son: Pomposú, El Eslabón, La Negrita, San Agustín, El Provecho, La Tinaja y El Troncón.

### Clima
El clima es cálido y húmedo con cambios térmicos en los meses de noviembre y diciembre; se aprecia una temperatura media anual de 26.42 °C, siendo la máxima de 48.5 °C, y la mínima 12.5 °C.
El régimen de precipitación se caracteriza por un total de caída de agua de 1,692 milímetros con un promedio máxima mensual de 696 mililitros en el mes de octubre y una mínima mensual de 20.4 mililitros en el mes de abril.
La humedad relativa promedio anual se estima en 82% con máxima de 86% en los meses de enero y febrero, y la mínima de 75% en el mes de mayo.
Las mayores velocidades del viento se concentran en los meses de noviembre y diciembre, con velocidades que alcanzan los 32 kilómetros por hora, presentándose en junio las menores con velocidad de 25 km/h.

## Flora y fauna
En Jalpa de Méndez se puede encontrar una gran variedad de flora y fauna.
- Fauna: se pueden encontrar pericos, cotorras, garzas, y, en lo acuático, manatíes y cocodrilos.
- Flora: se pueden encontrar manglares, pantanos y humedales.

## Economía

### Sector primario
Principales productos, sectores y servicios del municipio.

#### Agricultura
Se cultivan granos básicos como maíz y frijol, aunque el cultivo principal está representado por el cacao.
En 1997 la superficie sembrada fue de 7,859 ha, de esa superficie la actividad cacaotera ocupaba 4,376 ha, cifra que representó el 55.68% del total de la superficie; el maíz 2,522 ha que representó el 32.09%; el coco con 645 ha que representó el 8.21% y los frutales con 110 ha ocupó el 2.51%.

#### Ganadería
Es otro sector importante en la economía local. Esta actividad se practica de manera extensiva. Según datos del Instituto Nacional de Estadística Geografía e Informática, en 1997 había 41.469 cabezas de bovinos, 17.249 porcinos, 1.169 ovinos, 1.072 equinos y 115.824 aves de corral.

#### Pesca
Existe en el municipio una serie de lagunas que en total forman una superficie de 2,320 hectáreas de agua, las cuales apenas empiezan a aprovecharse en las tareas acuícolas.

### Sector secundario

#### Industria
La rama de la industria es poco significativa, destacan únicamente la explotación del campo petrolero de Mecoacán. La Industria local opera a base de establecimientos de tipo familiar, donde la tecnología que se utiliza es rudimentaria para elaborar productos intermedios de consumo inmediato y artesanías.

### Sector terciario

#### Comercio
La ciudad de Jalpa de Méndez que es la cabecera municipal, es el centro urbano y comercial más importante del municipio, en ella existe un considerable movimiento comercial, impulsado principalmente por contar con centros comerciales de cadenas nacionales e internacionales.
Además la ciudad cuenta con servicios de papelerías, ferreterías, carpinterías, dulcerías, tienda de abarrotes, zapaterías, fondas, restaurantes, heladerías, tiendas de ropa, salones de belleza, veterinarias y librerías.

#### Servicios
El municipio cuenta con servicio de bancos, cajero automático, hotel, restaurante, fonda, cafetería, Internet, sitio de automóviles (taxi), talleres de servicio automotriz; de hojalatería y pintura, salas de belleza, peluquerías, servicios médicos, y farmacias 24 horas.

## Comunicaciones
Cruzan el municipio una intrincada red de carreteras estatales y caminos municipales y vecinales. Los más importantes son:
- La carretera estatal Villahermosa-Comalcalco que comunica a la cabecera municipal con la capital del estado Villahermosa, y las ciudades de Comalcalco y Nacajuca.
- La carretera estatal Samaria-Jalpa de Méndez, que comunica con el municipio de Cunduacán.
- La carretera estatal Tulipán-Jalpa de Méndez, que comunica con la carretera federal n.º 187 Mal Paso-El Bellote.
- La carretera estatal Jalpa de Méndez-Chiltepec, que comunica con el municipio de Paraíso.

## Turismo

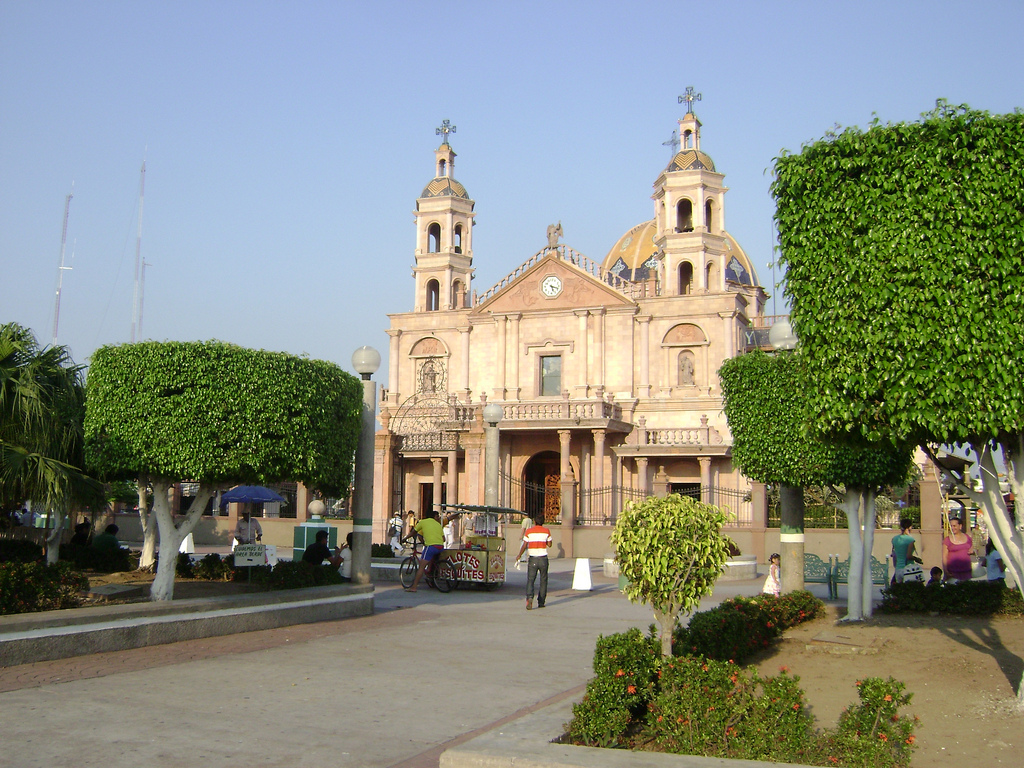
Iglesia de San Francisco de Asís en la ciudad de Jalpa de Méndez.

### Parque Central
Jardinado con palmeras, almendros, ficus y gran variedad de plantas de ornato. Su plaza y andadores están adoquinados, sobresale una fuente de forma circular en cuyo centro se construyó una gran jícara con magníficos labrados que representa la artesanía típica del municipio.

### Iglesia de San Francisco de Asís
Localizada en la cabecera municipal, es una de las iglesias más hermosas de Tabasco, digna de ser visitada. Restaurada hace pocos años, su fachada y su cúpula interior bellamente decorada, son dignas de admiración.
Existen pueblos típicos tabasqueños con población indígena; como Ayapa en donde se encuentra la iglesia de San Miguel Arcángel y Mecoacán, con su iglesia a San Mateo, cuyas fachadas están decoradas con llamativos colores.

### Casa Museo del Coronel Gregorio Méndez

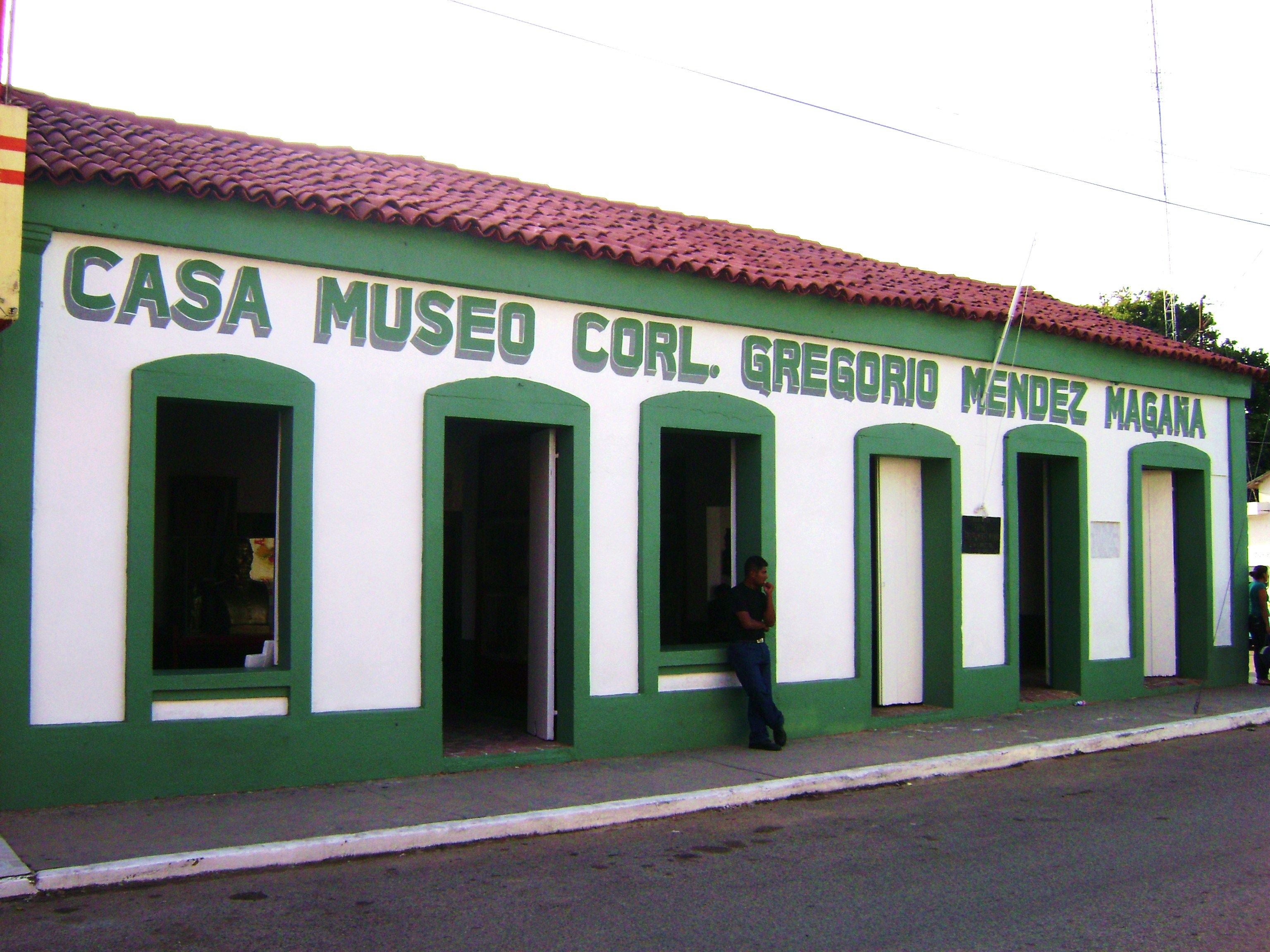
Casa Museo del Coronel Gregorio Méndez Magaña.

La Casa Museo Cnel. Gregorio Méndez Magaña, se localiza en una casa cuya construcción data de principios del siglo XIX, y en ella nació el coronel Gregorio Méndez Magaña, militar que derrotó a las fuerzas proimperialistas en la Batalla de El Jahuactal y en la Toma de San Juan Bautista.
Los muros son de tabique rojo recocido y la cubierta de teja sobre armadura de madera. Aunque se ha restaurado en varias ocasiones, conserva aún sus características originales. El 27 de marzo de 1984 fue inaugurada como museo y cuenta con seis salas, donde se exhiben armas, dibujos, fotografías, cuadros al óleo, documentos históricos, reliquias, jícaras labradas y objetos personales del coronel.

### Casa de la Cultura
Se realizan exposiciones temporales de pintura y dibujo, clases de música y respectivos instrumentos; además, eventos culturales los fines de semana y en las festividades de las comunidades vecinas de este municipio. Llevan a cabo presentaciones de kárate, aerobics, ballet, danza moderna y danza folclórica; sobresaliendo el baile del zapateo tabasqueño.

### Laguna Pomposú
Es un centro turístico localizado muy cerca de la cabecera municipal, cuenta con un restaurantes en donde se pueden degustar exquisitos platillos a base principalmente de mariscos. En la laguna se pueden bañar y realizar recorridos en lanchas.

### Artesanías
Están representadas por las tradicionales y típicas jícaras labradas, las cuales son de las artesanías tabasqueñas más buscadas por los turistas. Estas creaciones de los artesanos jalapanecos, constituyen verdaderas obras de arte orgullo de Tabasco.

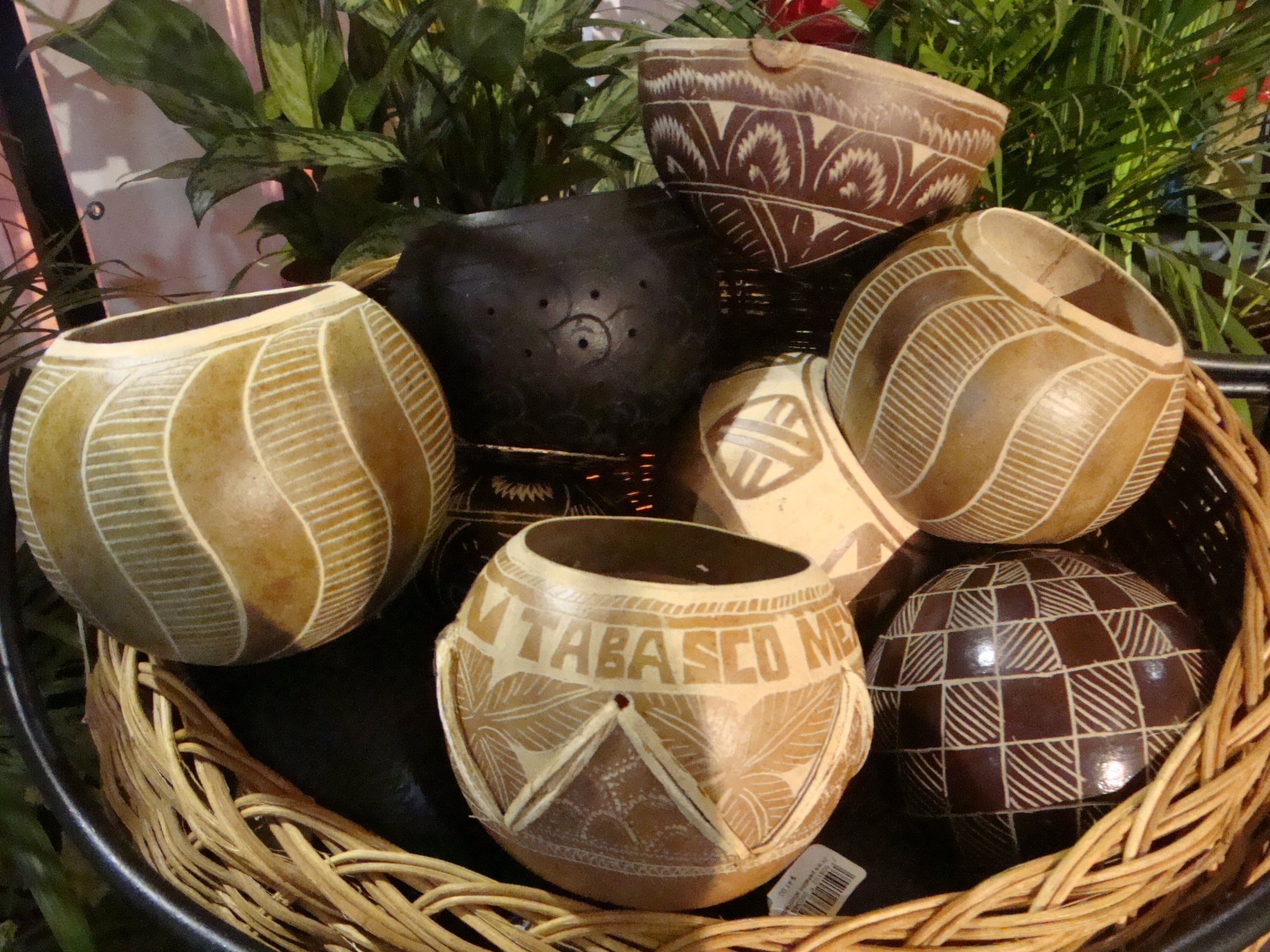
Jícaras labradas. Símbolo del municipio de Jalpa de Méndez.

### Fiestas populares
- 20 de enero: Inicio del Carnaval.
- 26-31 de mayo: Feria Municipal.
- 1.º al 31 de mayo: Fiesta de la Virgen María.
- 17-24 de junio: Fiesta en honor a San Juan Bautista en Iquinuapa y en Villa Jalupa.
- 27-30 de septiembre: Fiesta de San Miguel Arcángel en Ayapa.
- 18-21 de septiembre: Fiesta de San Mateo en Mecoacán.

## Principales localidades
- Jalpa de Méndez (cabecera municipal). En ella se encuentran ubicados los principales edificios públicos del municipio y las representaciones estatales y federales.Las principales actividades económicas son la agricultura, la ganadería, la pesca, el comercio, los servicios, las artesanías y la industria familiar de alimentos. La población aproximada es de 60,500 habitantes, y se localiza a 35 kilómetros. de la capital. del estado.

- Jalupa: La principal actividad es la agricultura. La distancia a la cabecera municipal es de 5.5 kilómetros, y población aproximada es de 4,800 habitantes. Cuenta con diversos servicios, y transportes directos a Villahermosa, Jalpa y Nacajuca, además de su cercanía al municipio de Cunduacán. Colinda con la ranchería El Río, Santa Ana, Tierra Adentro, La Concepción, La Cruz y Tierras Peleadas.

- Ayapa: La actividad preponderante es la ganadería, seguida por la fabricación de jícaras, en su jurisdicción se encuentra el campo petrolero “Ayapa”, con tres pozos en producción. La distancia de la cabecera municipal es de 35 kilómetros, y su población aproximada es de 5,640 habitantes.

- Iquinuapa: Las principales actividades son la agricultura y las artesanías. La distancia a la cabecera municipal es de 7.5 kilómetros, y su población aproximada es de 3,487 habitantes.

- Soyataco: La principal actividad es la agricultura. La distancia a la cabecera municipal es de 4 kilómetros, y su población aproximada es de 3.255 habitantes.

- Mecoacán: Las principales actividades son la agricultura, la avicultura, la porcicultura y la actividad petrolera. La distancia a la cabecera municipal es de 8 kilómetros, y su población aproximada es de 3229 habitantes.

- Hermenegildo Galeana 2.ª: La principal actividad es la agricultura de plantaciones de cacao y la copra. La distancia a la cabecera municipal es de 6 kilómetros, y su población aproximada es de 1259 habitantes.
- Amatitan: Diversos tipos de actividades como agricultura, ganadería, así como lugar de zona petrolera.